# Фельдль, Герхард
Ге́рхард Фельдль (нем. Gerhard Feldl; 30 декабря 1943 — 1 апреля 2014, Вена) — австрийский спортсмен. Фехтовальщик, марафонец, шашист.
Сыграл в 1967—1969 годах в 4 важнейших шашечных соревнованиях, где в 50 партиях потерпел 50 поражений: Чемпионатах Европы по международным шашкам 1967, 1968 и 1969 годов, Чемпионате мира по международным шашкам 1968 года.
В конце 1970-х годов присоединился к клубу Wiener Sport-Club (Вена), где, несмотря на поздний возраст, начал тренироваться в фехтовании. Герхрад, будучи спортсменом-универсалом, был чемпионом Вена по борьбе и многократным участников Венского марафона.
Тренер Фриц Герольд признал его лидерские качества, и начал вокруг него строить молодую команду. Не прошло и 10 лет, уже в 1986 году этот курс реализовался. Герхард выиграл свой решающий бой в финале клубного чемпионата Австрии по фехтованию, принеся первое для своего клуба командный национальный титул в течение более десяти лет. Всего за последующие годы клуб выиграл 17 командных и 9 индивидуальных чемпионатов Австрии.
В 1990-е годы Герхард боролся, несмотря на его выдающиеся спортивное телосложение, с большими проблемами со здоровьем, что сделало невозможным его дальнейшее участие в спортивных соревнованиях. Герхард Фельдль стал тренером.
Погиб из-за пожара в собственном доме.